# Gewoon peermos
Gewoon peermos (Pohlia nutans) is een mos uit de sterrenmosfamilie (Mniaceae). Het komt voor op heide en heidebebossing.

## Determinatie

### Uiterlijke kenmerken
Gewoon peermos vormt wortelviltachtige stengels die aan de basis roodbruin gekleurd zijn. De bladeren, tot 4 mm groot, staan rechtop op de stengel, zijn geleidelijk tot scherp toegespitst, lancetvormig en droog gekromd. De schubbladeren aan de top liggen vaak dakpansgewijs en zijn licht gezaagd aan de punt. De bladrand is meestal zwak omgeslagen tot over de helft. De bladnerf is sterk ontwikkeld, roodbruin van kleur en eindigt voor de top. De roodbruine, tot 5 cm lange seta is droog enigszins gedraaid. De geelachtige tot roodbruine sporenkapsel knikt naar hangend en ovaal tot langwerpig van vorm. Het kegelvormige capsuledeksel heeft een kleine punt. Het buitenste peristoom is fijn papillair, lichtgeel van kleur en gerand. De binnenste peristoom is hyaliene. 
De soort beschikt niet over broedlichamen en heeft ondanks het frequente kapselen meer tijd nodig om populaties op te bouwen dan de broedpeermossen.

### Microscopische kenmerken
De laminacellen, die aanzienlijk langer zijn dan bij het geslacht knikmos, zijn ongeveer zes keer zo lang als breed, langwerpig ruitvormig van vorm, ongeveer 100 µm lang en 8–16 µm breed. Aan de punt van het blad zijn de cellen lineair van vorm, aan de basis zijn ze breder en hebben ze verdikte celwanden. De papillaire sporen bereiken een diameter van ongeveer 15–28 µm.

## Ecologie
Gewoon peermos komt voor op zure of verzuurde substraten, zowel mineraal (bijv. vastgelegd stuifzand, verzuurde löss) als organisch (bijv. veen, dood hout). Het is dan geen vroege pionier. Eenmaal gevestigd, kan het zich handhaven onder extreme condities: van gortdroog tot kletsnat.

## Verspreiding
Gewoon peermos is algemeen door heel Nederland met uitzondering van de kleidistricten.

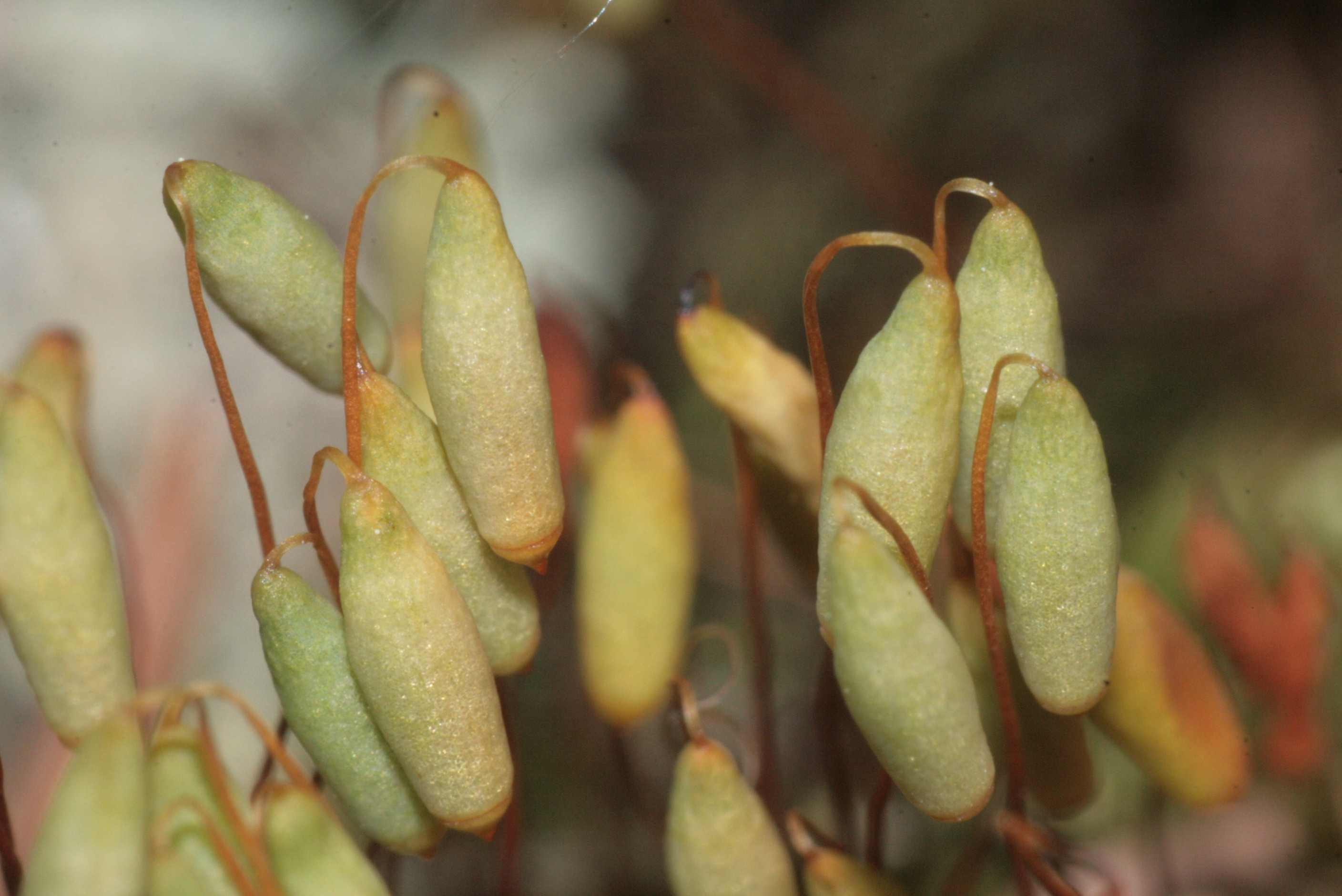
Sporenkapsels
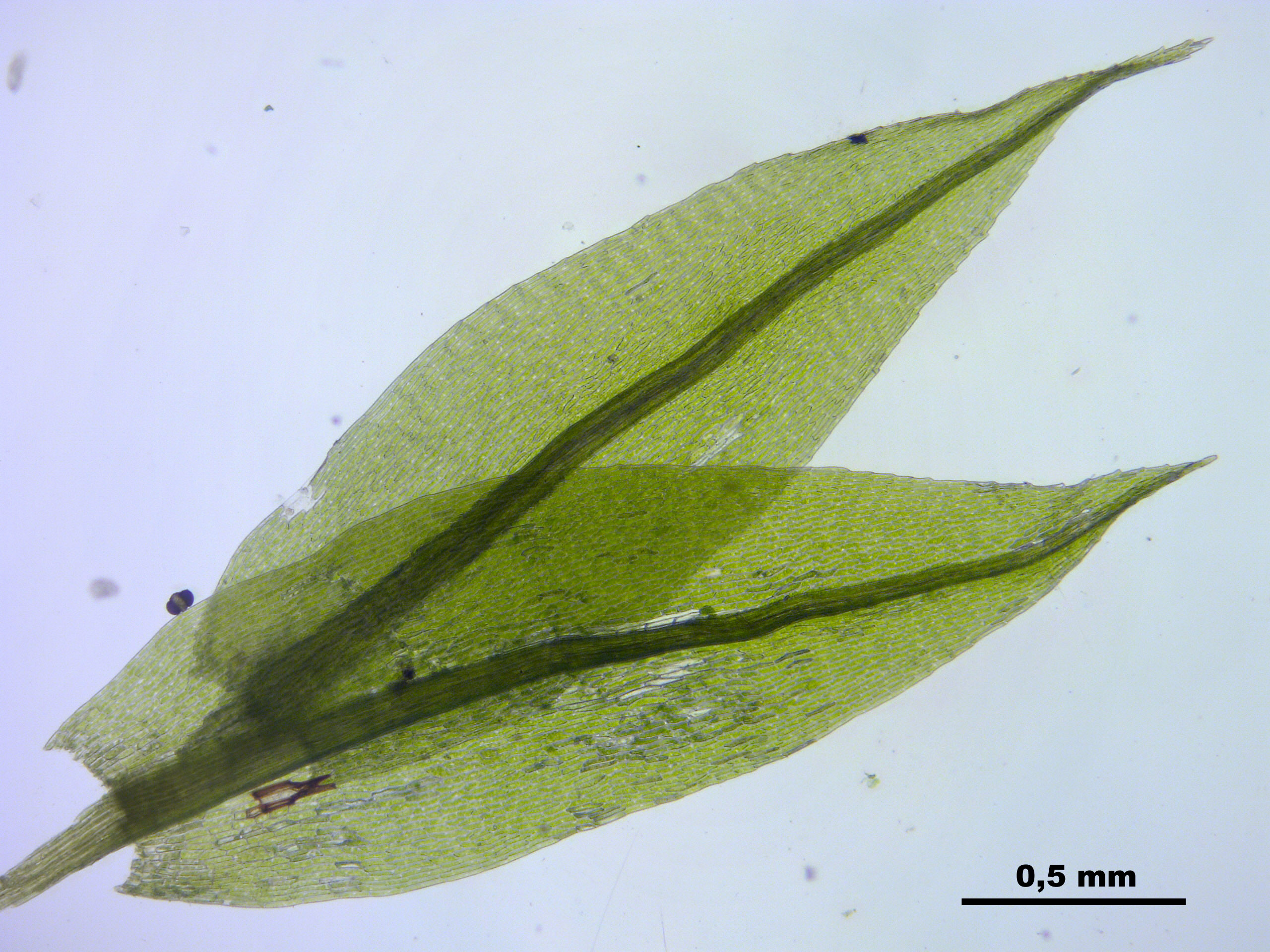
Blad
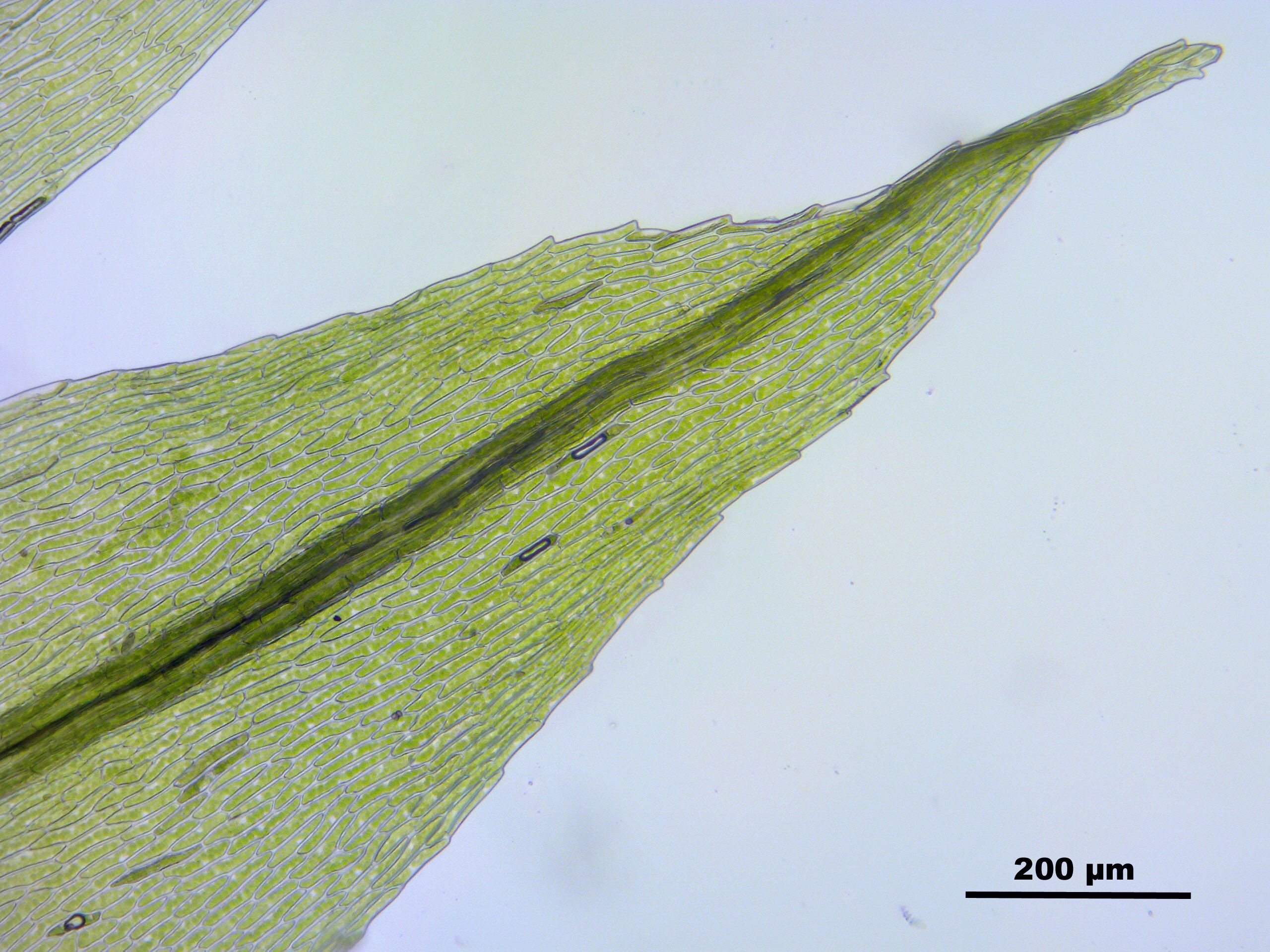
Bladtop
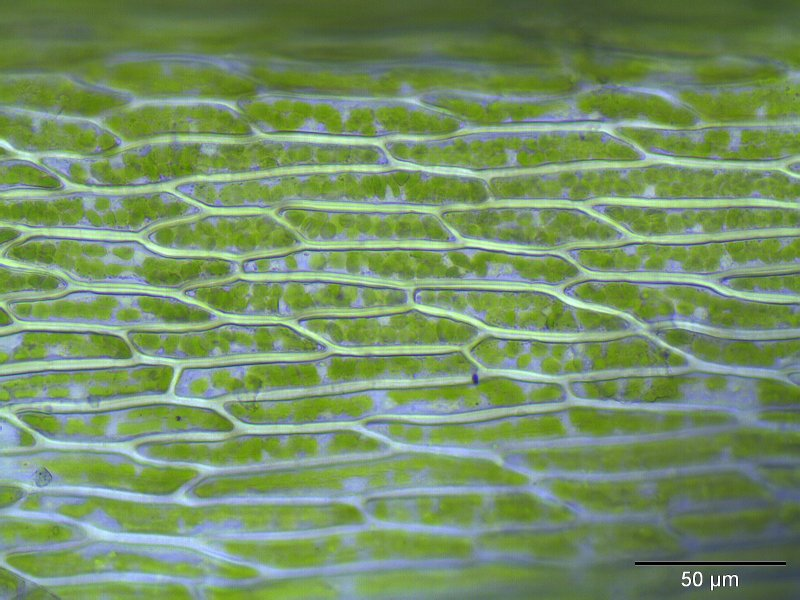
Bladcellen
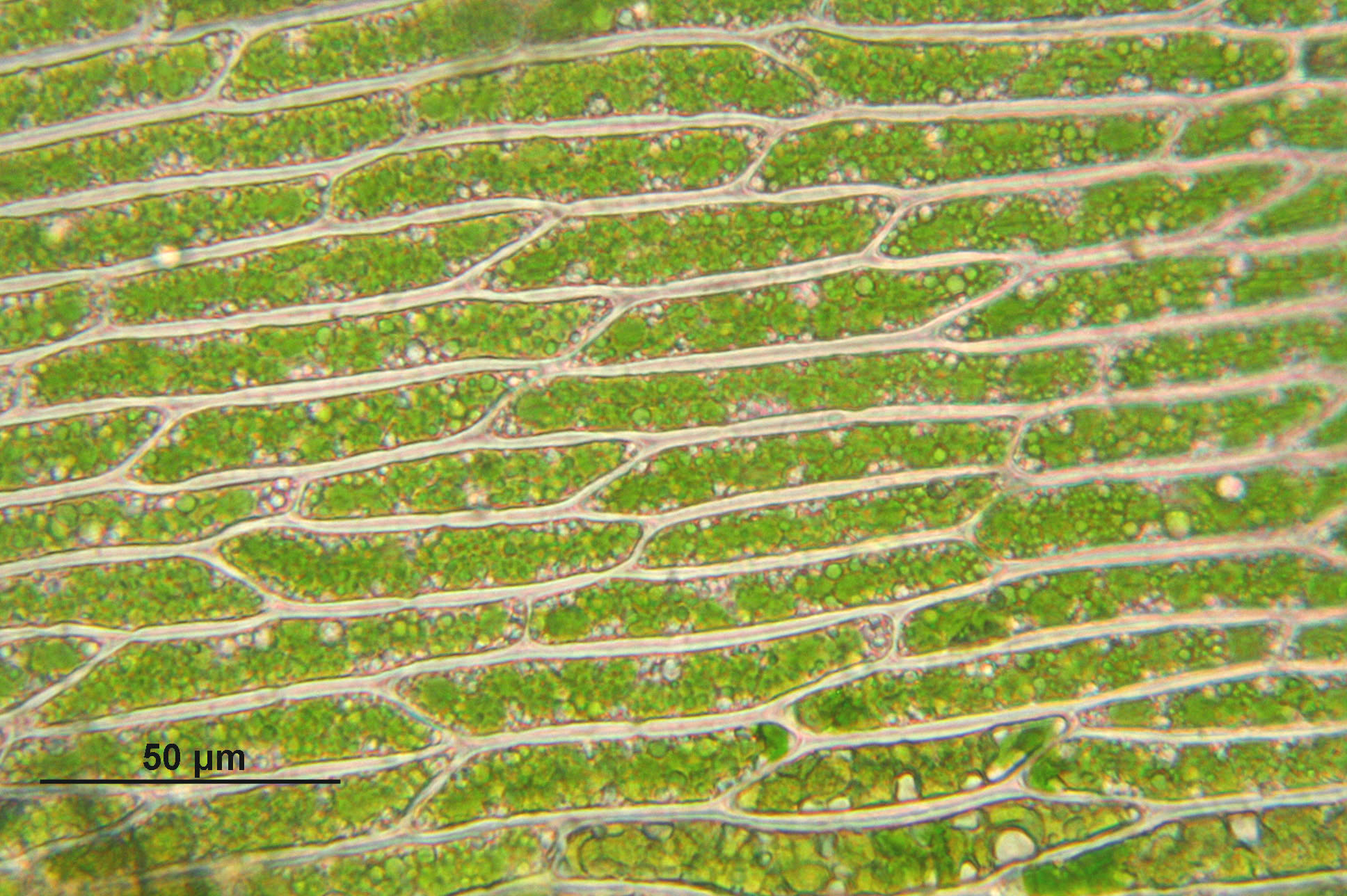
Bladcellen
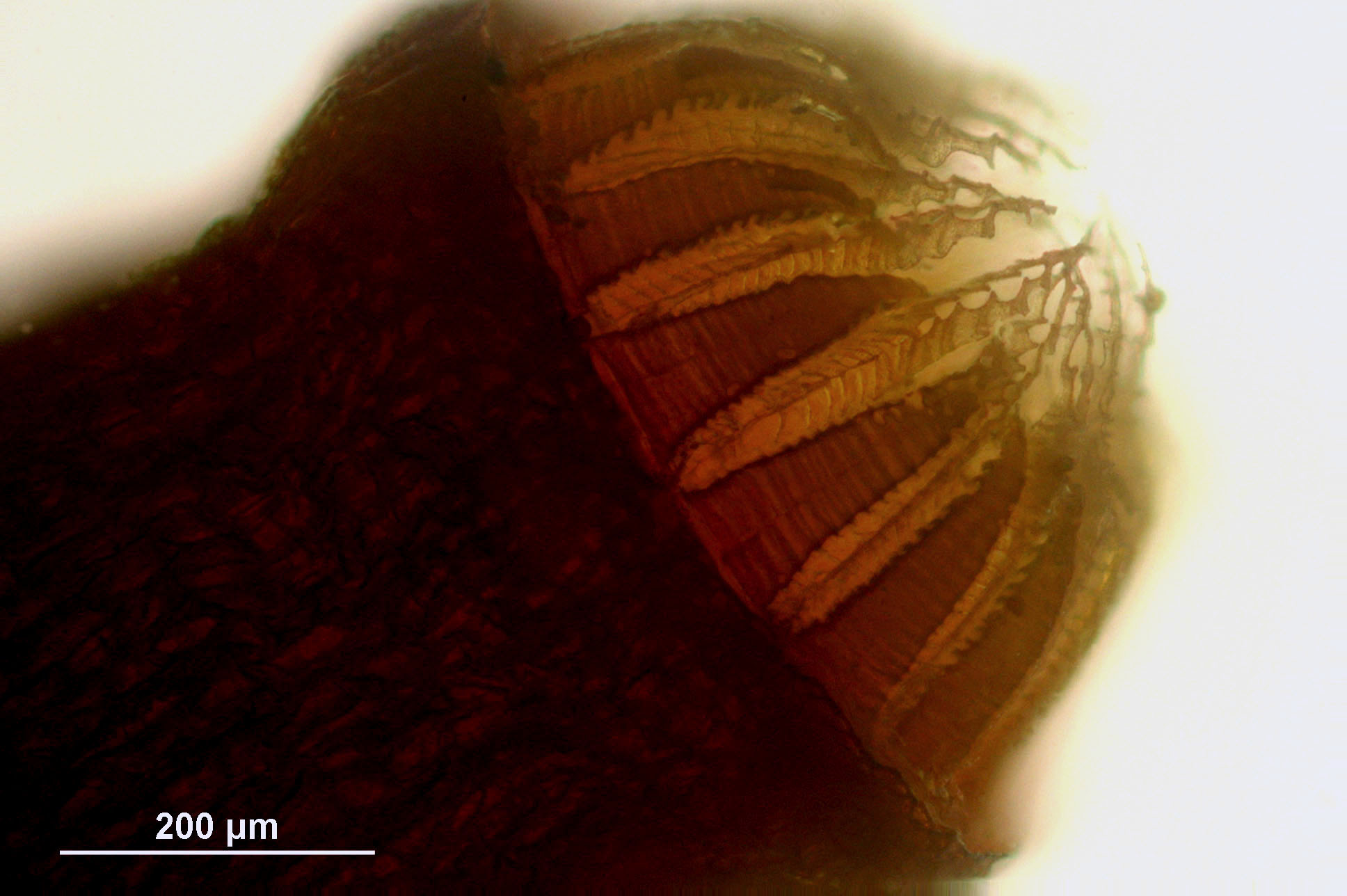
Peristoom
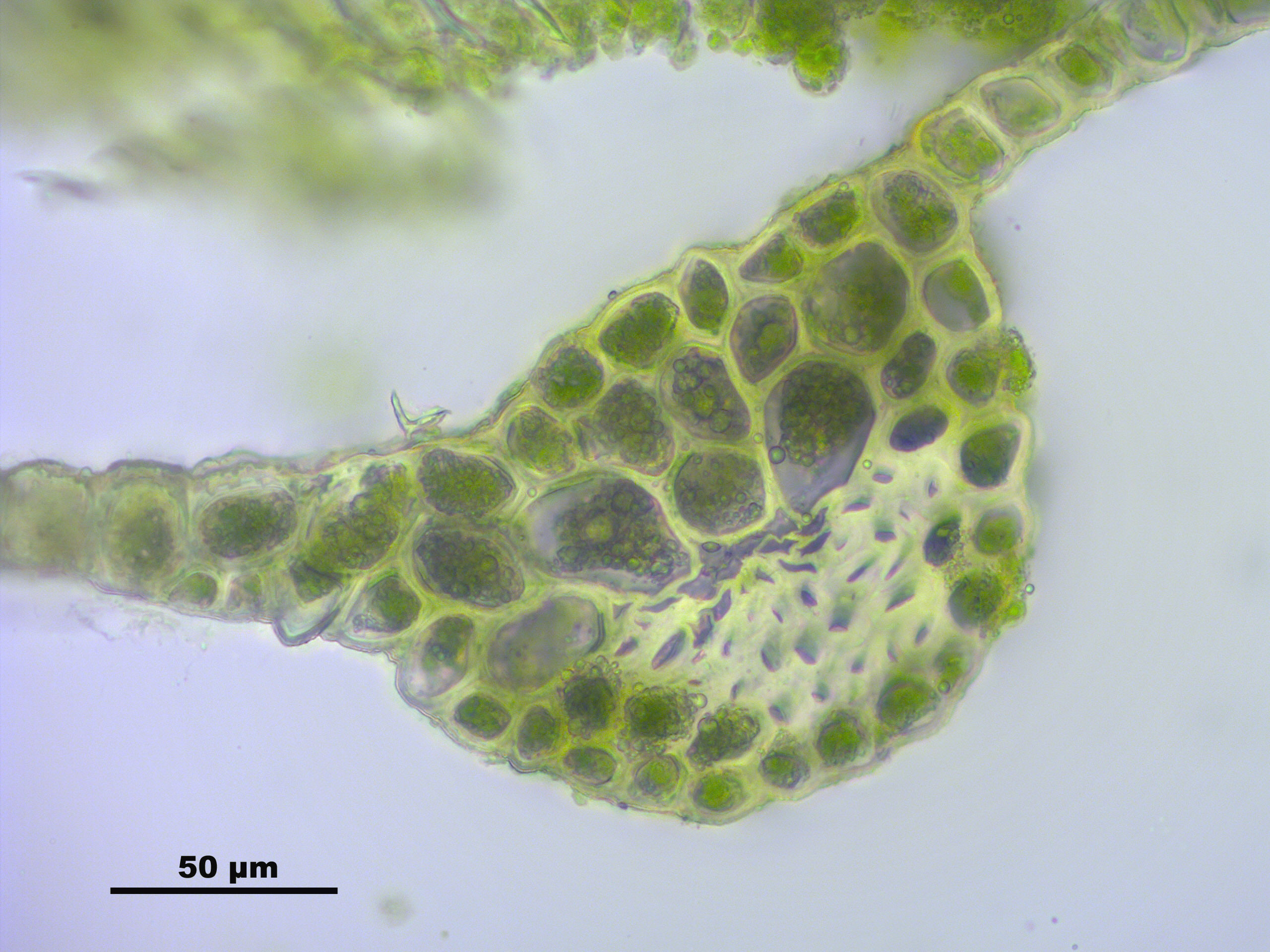
Doorsnede bladnerf
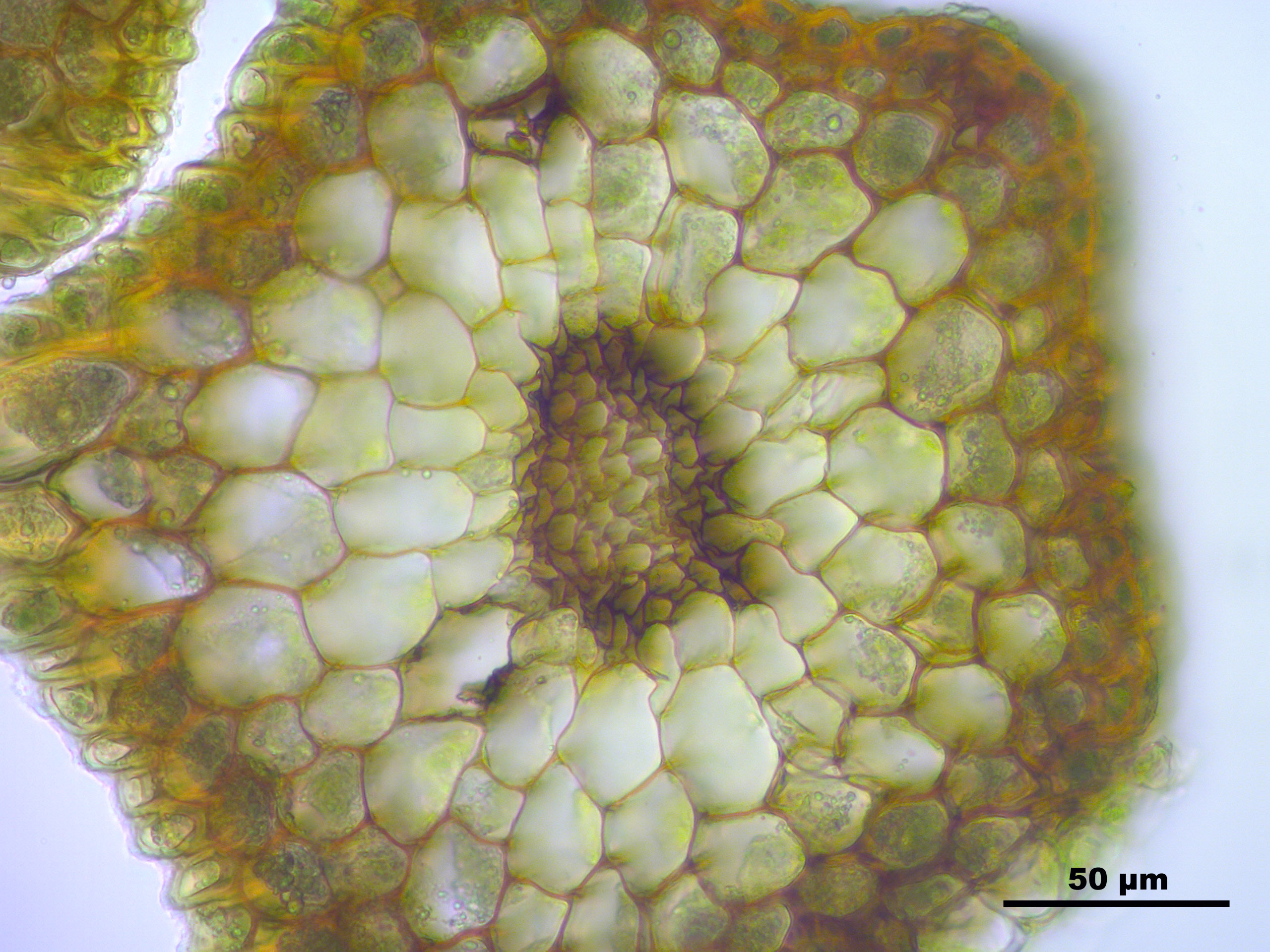
Doorsnede stengel
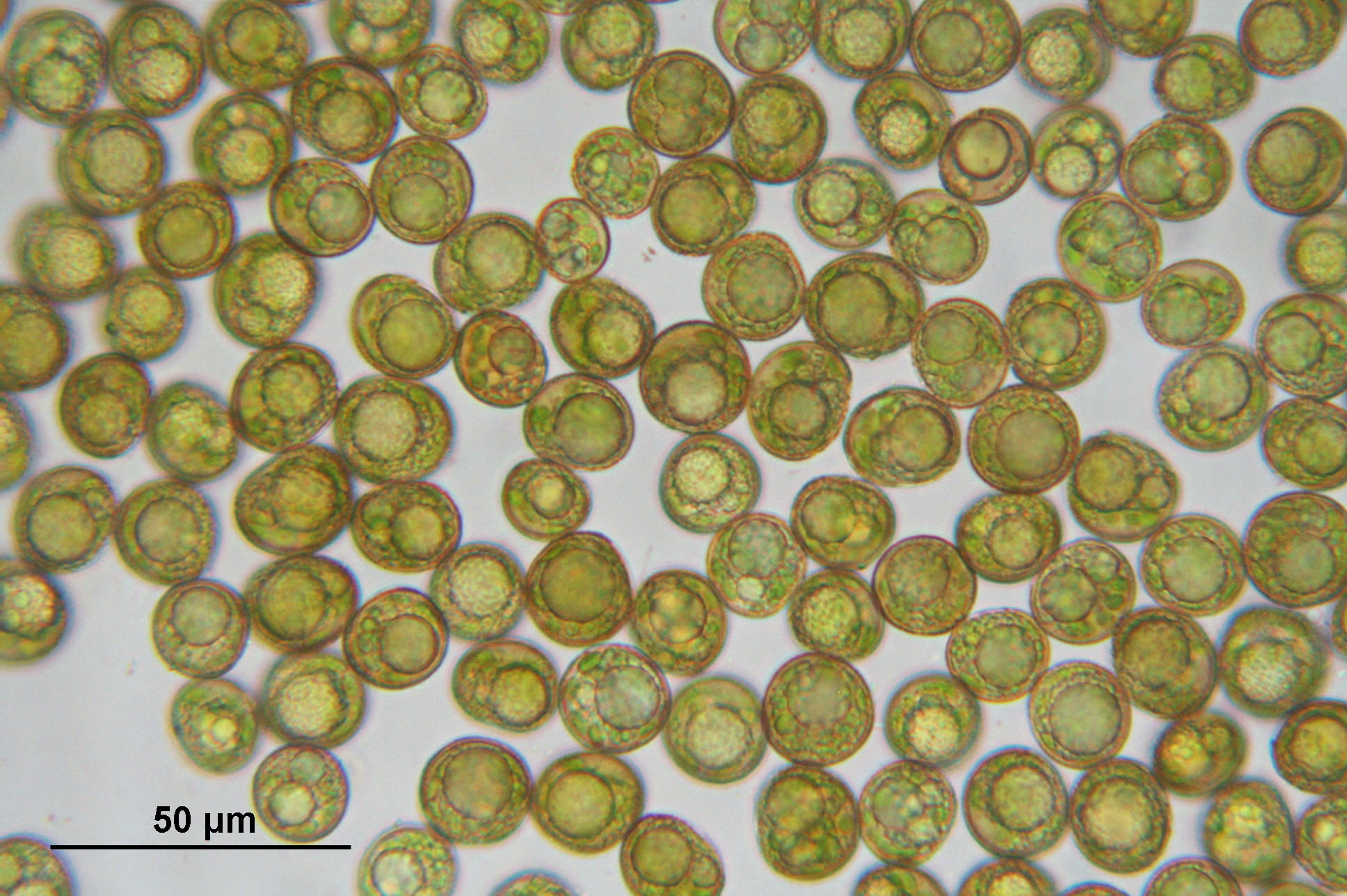
Sporen